# Risorgimento! (ópera)
Risorgimento! es una ópera en un acto de Lorenzo Ferrero y libreto en italiano de Dario Oliveri, basada en un guion del compositor. Fue terminada en 2010 y estrenada en el Teatro Comunale de Módena el 26 de marzo de 2011.

## Historia
La ópera fue encargada por el Teatro Comunale de Bolonia para el 150 aniversario de la unificación de Italia, que se conmemora en 2011. Allí se realizaron seis actuaciones entre el 5 y 16 de abril en un programa doble con Luigi Dallapiccola de Il prigioniero. La obra mezcla la historia de una de las óperas más conocidas de Giuseppe Verdi, Nabucco, con aspectos sociales y culturales del Risorgimento, a través de una trama en la que una es el reflejo de la otra. Los personajes de la ópera - dice el compositor - participan en un debate no sólo sobre el Risorgimento, sino también sobre la ópera misma y sus posibilidades de éxito. Ellos son, al menos en parte, los mismos que los intérpretes de ese primer Nabucco (entonces titulado Nabucodonosor) escenificado en La Scala el 9 de marzo de 1842.

## Personajes
| Personaje                                 | Tesitura     | Elenco del estreno, 26 de marzo de 2011 (Director: Michele Mariotti) |
| ----------------------------------------- | ------------ | -------------------------------------------------------------------- |
| Bartolomeo Merelli, empresario            | barítono     | Alessandro Luongo                                                    |
| Giuseppina Strepponi, cantante lírica     | soprano      | Valentina Corradetti                                                 |
| Giovannina Bellinzaghi, cantante lírica   | mezzosoprano | Annunziata Vestri                                                    |
| Luigi Barbiano di Belgioioso, aristócrata | tenor        | Leonardo Cortellazzi                                                 |
| Maestro sostituto                         | bajo         | Alessandro Spina                                                     |
| Giuseppe Verdi, compositor                | actor        | Umberto Bortolani                                                    |
| Coro, danzadores, figurantes.             |              |                                                                      |

## Argumento
Lugar: La Scala, Milán.
Época: febrero de 1842.
En una habitación en el interior del teatro el répétiteur está ensayando con Giovannina Bellinzaghi la oración de Fenena del cuarto acto de la ópera Nabucco. La cantante está expresando sus dudas sobre el tema y sobre el valor artístico de la obra. Durante el diálogo entra el empresario Bartolomeo Merelli, que defiende al compositor y a su ópera. Evoca la génesis de Nabucco y revela su preocupación por la censura austríaca. El pianista de ensayo y la cantante se marchan. Solo en el escenario, Merelli reflexiona sobre el joven Verdi y el hecho de que su compañera, Giuseppina Strepponi, parece atraída por él. El pianista regresa y espera con Merelli la llegada de Strepponi. El empresario habla sobre su intención de escenificar en La Scala la ópera Saffo de Giovanni Pacini. Cuando la cantante finalmente llega, él le pide que trabaje en el aria de Saffo, pero ella prefiere la música de Verdi y en su lugar comienza a ensayar el trío de Abigaille. Su canción se convierte en un sueño en el que confiesa que siente una extraña atracción por Verdi y su música. 
Merelli y el pianista regresan y se les une Luigi Barbiano, Conde de Belgioioso, que trae la aprobación del libreto. A continuación sigue una agitada discusión política entre el Maestro sostituto y el conde, que termina por sentirse ofendido y se va dando un portazo. Merelli y Strepponi lo siguen. El pianista lamenta haberse dejado llevar y reinicia el ensayo con Bellinzaghi. La oración de Fenena, también, se disuelve en un sueño, que anticipa el debut triunfal de la ópera y reelabora diversas imágenes del Risorgimento. Al final del sueño, aparece Giuseppe Verdi, envejecido y ahora senador del Reino; en su monólogo, entreteje la nostalgia del pasado con su preocupación por el futuro incierto.